# هرمن رستر
هرمن رستر (انگلیسی: Hermann Raster؛ ۶ مه ۱۸۲۷ – ۲۴ ژوئیه ۱۸۹۱ (سن ۶۴)) ویراستار و سردبیر ریاست جمهوری و سیاستمدار آلمانی آمریکایی بود.
وی به عنوان سردبیر اصلی Illinois Staats-Zeitung بین سال‌های ۱۸۶۷ و ۱۸۹۱ شناخته می‌شد و در یک دوره کوتاه او به عنوان اولین جمع‌کننده درآمد داخلی برای منطقه ایلینوی فعالیت می‌کرد.

## زندگی‌نامه
هرمن رستر در ۶ مارس ۱۸۲۷ در یک خانواده اشرافی متولد شد. وی یکی از هشت فرزند بود.